# Séisme de 2010 au Chili
Le séisme de 2010 au Chili est un séisme survenu le 27 février 2010 à 3 h 34 heure locale (UTC-4), dans le centre du Chili. L'épicentre se trouve dans l'océan Pacifique, à 6,4 kilomètres au large des côtes et à 325 kilomètres au sud-ouest de la capitale, Santiago du Chili. La ville la plus proche est Concepción située à 115 kilomètres. Sa magnitude de moment est estimée à 8,8 par l'United States Geological Survey.
Le séisme a été ressenti jusqu'à Santiago du Chili. Dans les régions les plus fortement affectées, des bâtiments se sont effondrés, l'électricité et le téléphone ont été coupés. Une alerte au tsunami a été lancée pour plusieurs pays bordés par l'océan Pacifique. Au total, 525 personnes ont perdu la vie ou sont portées disparues.

## Contexte
Le Chili est situé le long d'une fosse océanique, la fosse du Pérou-Chili, qui souligne la subduction de la plaque de Nazca sous la plaque sud-américaine à un rythme de huit centimètres par an. Cette configuration géologique entraîne une forte activité sismique avec un risque important de tsunami. Presque tout le pays, et notamment les villes côtières, ont déjà été touchés par un séisme au cours du XXe siècle. Le plus fort séisme enregistré avec une magnitude de 9,5 s'est produit le 22 mai 1960 sur une longueur de 1 000 kilomètres dans le Sud du pays et a entrainé un tsunami qui a traversé l'océan Pacifique.

## Caractéristiques

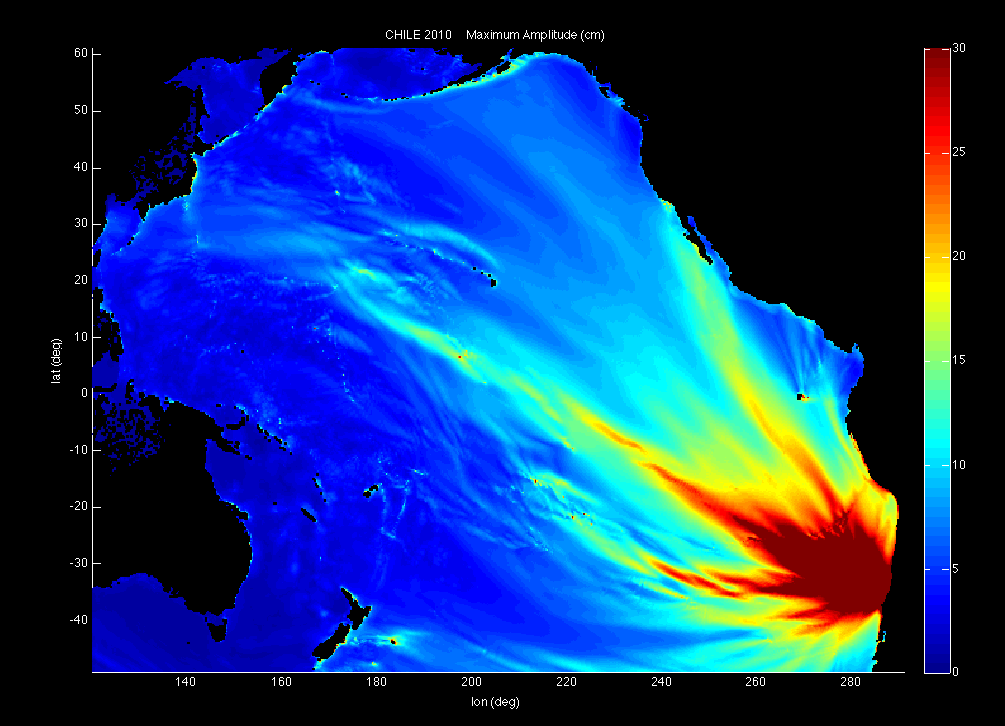
Carte de l'amplitude du tsunami généré par la secousse principale dans l'océan Pacifique.

La secousse principale du séisme s'est produite à 3 h 34 heure locale, 6 h 34 GMT. L'épicentre est situé dans l'océan Pacifique, à 6,4 kilomètres au large des côtes, à 105 kilomètres de Concepción et à 335 kilomètres au sud-ouest de la capitale Santiago du Chili. L'hypocentre est situé à une profondeur de 35 kilomètres. C'est la rupture de la lithosphère au niveau d'une faille inverse mise en jeu par une compression qui est à l'origine de la secousse principale.
La magnitude de moment a été fixée à 8,8 par l'USGS, ce qui en fait un séisme puissant mais pas exceptionnel.

## Conséquences

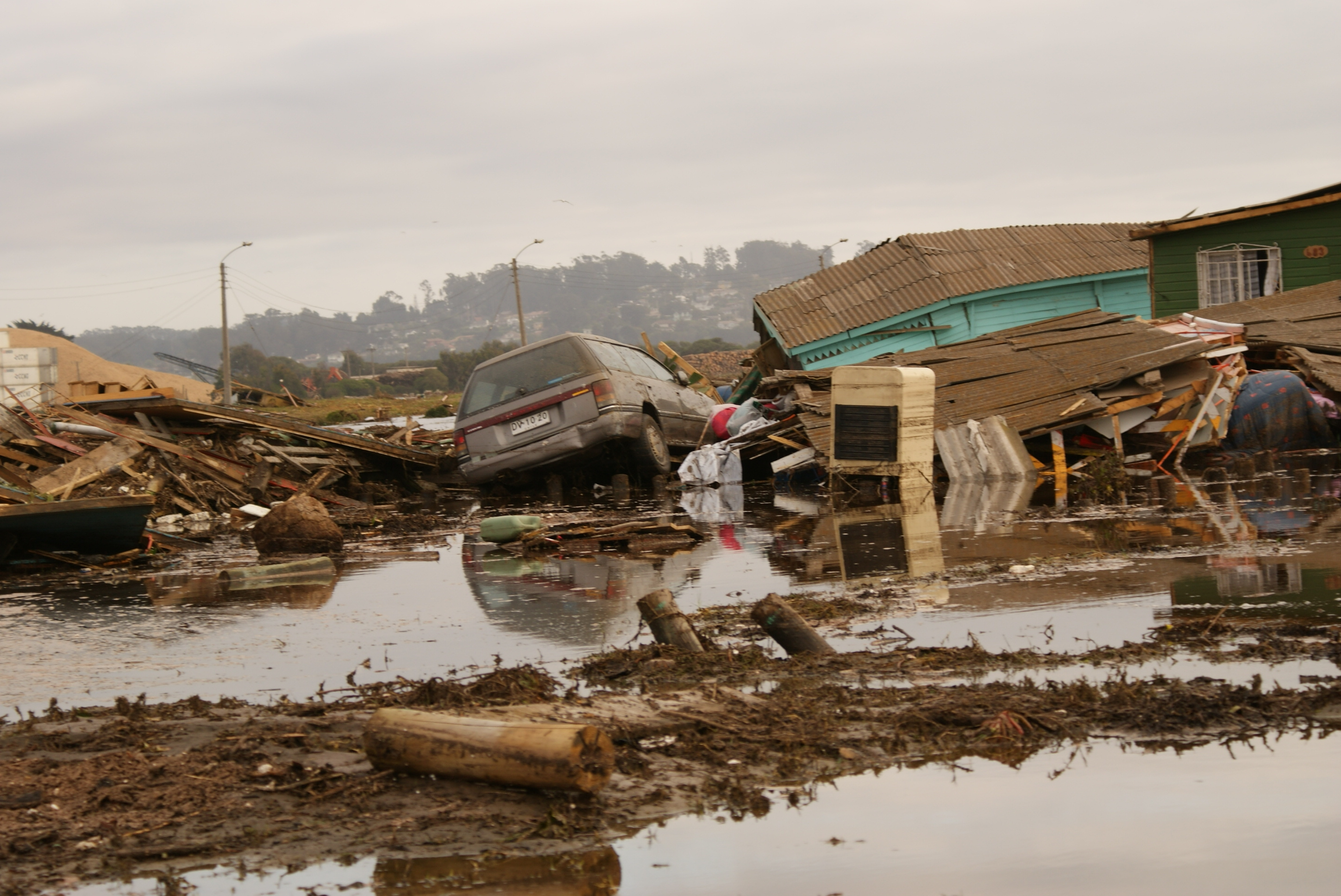
Dégâts au Chili à la suite du tsunami.

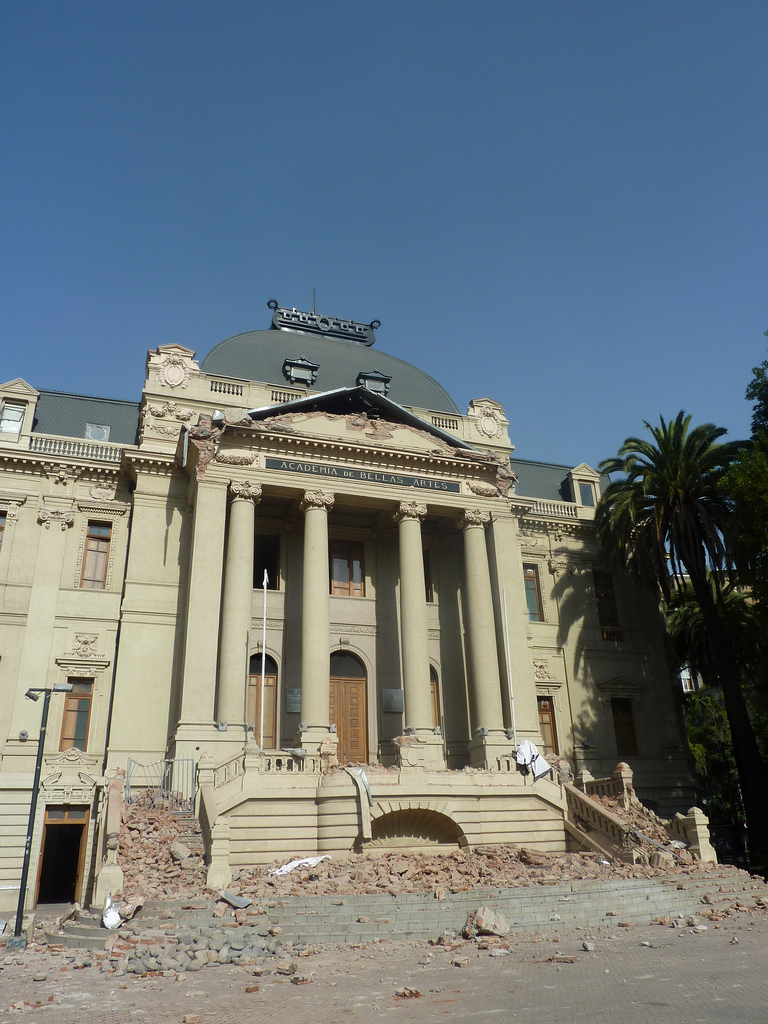
Dégâts sur le Musée d'Art contemporain de Santiago du Chili située à 325 kilomètres de l'épicentre.

Le dernier bilan du séisme et du tsunami l'accompagnant fait état de 525 morts et disparus. Le nombre de sinistrés potentiels a été estimé à environ deux millions de personnes par l'ONEMI.
Le séisme a été ressenti jusqu'à la capitale Santiago du Chili. Dans les régions les plus fortement affectées, des bâtiments et des ponts se sont effondrés, l'électricité et le téléphone ont été coupés. Pour l'heure, les dégâts causés par le séisme ont été évalués entre 15 et 30 milliards de dollars.
À Chillan, un mur extérieur de la prison s'est effondré lors des secousses, blessant grièvement un gardien et laissant s'échapper 269 détenus, dont 60 furent repris par la suite selon le directeur de la Police pénitentiaire.
Un tsunami s'est formé à la suite du séisme et s'est propagé dans l'océan Pacifique en touchant les côtes chiliennes. Le Chili, par la voix de sa présidente Michelle Bachelet, a annoncé l'envoi de secours par bateau sur l'île Robinson Crusoe, située au large du pays et affectée par le tsunami, et l'évacuation partielle de l'île de Pâques en raison du risque de tsunami. Le Haut-commissariat à la Polynésie française a déclenché une alerte au tsunami à 2h heure locale, 13h à Paris. L'ensemble de la Polynésie française a été touché, soit les îles Gambier, les îles Australes, l'archipel des Tuamotu et les îles Marquises, y compris Tahiti. Toujours d'après le Haut-commissariat, une vague de 4 mètres de hauteur (la deuxième du tsunami) a touché l'île d'Hiva Oa,, et d'environ 2 mètres pour les premières séries de vagues sur le reste des îles Marquises entre 7h et 8h heure locale (17h et 18h GMT) sans provoquer de victime. Dans l'ensemble, les archipels de la Polynésie ont moins été touchés ; deux bateaux de pêche ont sombré, mais il n'y a aucune victime a déplorer et les dégâts côtiers sont estimés peu importants.
Les sismologues ont estimé que le séisme a été assez puissant pour décaler l'axe de rotation de la Terre de 8 centimètres, entraînant un raccourcissement de la durée d'un jour de 1,26 microseconde,.
Un an après le séisme, de nombreux sinistrés n'ont pas été relogés. Les « logements d’urgence » prévus par le gouvernement sont surpeuplés et ne disposent souvent pas d'eau courante ou d'électricité.

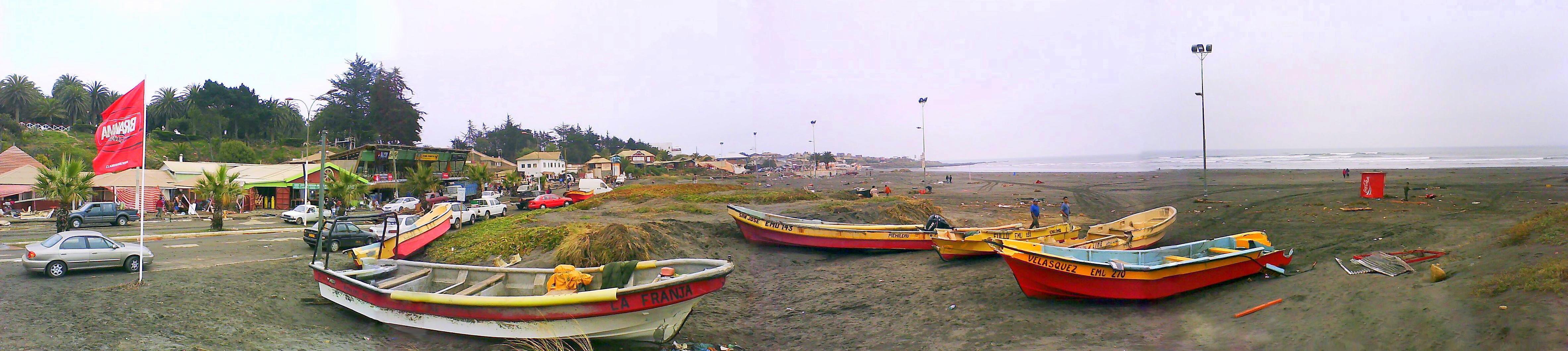
Vue d'ensemble sur la côte de Pichilemu, peu après le séisme et le tsunami.